# Drakens flykt
Drakens flykt är del 5 i Robert Jordans fantasyserie Sagan om Drakens Återkomst (Wheel of Time) och den andra halvan av den engelska boken "The Dragon Reborn" som kom ut 1991 och översattes och delades upp i två delar (Tomans huvud och Drakens flykt) av Jan Risheden och bokförlaget Natur och Kultur 1995
| Föregående bok: Tomans huvud | Sagan om Drakens Återkomst | Nästa bok: Tears klippa |